# 超人诅咒
超人诅咒（英语：Superman curse），是指扮演过超人的电视剧和电影的演员后其身上发生的厄运。“超人诅咒”经常与乔治·李维（在1952年至1958年在《超人冒险》中担任超人，在45岁死于枪伤的（官方称为自杀）和克里斯多夫·李维（在1978年至1987年超人电影中扮演超人，在1995年因骑马事故瘫痪，在52岁死于心脏病）相联系。
超人诅咒也适用于一些参演超人系列作品的其他演员。

## 符合超人诅咒的已故演员

### 寇克·艾林
寇克·艾林在20世纪40年代连续出演超人，但事后因与扮演角色的紧密联系未能找到工作，后他进行配音，广告和无归属的银幕角色。后来他在1978年的超人电影担任露薏丝·蓮恩的父亲。他在罹患失智症之后，於1999年去世。

### 巴德·寇利爾
巴德·寇利爾在1941年至1943年超人动画中为超人配音。他主持游戏节目《讲真相》。他于1966年在CBS的《超人新冒险》中扮演超人。三年后，他在61岁死于循环系统疾病。

### 李·奎格利
李·奎格利在1978年超人电影扮演一个婴儿，在1991年因滥用溶剂（solvent abuse）去世，得年14岁。

### 乔治·李维
喬治·李維在1951年电影《超人和鼹鼠人》和随后的电视系列节目《超人冒险》中扮演超人。他因为与扮演角色的紧密联系难以找到进一步的工作。在1959年6月16日，在结婚的前几天，李维被发现在家中死于枪伤。官方称为自杀，但存在争论，因为未在枪上发现李维的指纹，他一直与MGM exec埃迪·曼尼克斯的妻子有染。李維的死亡引发阴谋论，也成为超人诅咒的城市传奇。

### 克里斯多夫·李维
克里斯多夫·李维在《超人》（1978年），《超人第二集》（1980），《超人III》（1983年），和《超人IV：寻找和平》（1987年）中扮演超人。后因与扮演角色的紧密联系很难在其他电影扮演主要角色。1995年5月27日，在越野马术活动中被他的马抛出。2004年10月10日，因身体状况导致心臟衰竭而死亡。